# Geschwisterehe
Geschwisterehe oder Geschwisterheirat bezeichnet die Verwandtenheirat zwischen leiblichen Geschwistern oder Halbgeschwistern. Sie ist eine seltene Sonderform der Endogamie, der Heirat innerhalb der eigenen sozialen Gruppe. Geschwisterehen sind weltweit verboten; auch in den Ländern, in denen Inzest, also Geschlechtsverkehr zwischen nahen Blutsverwandten, nicht strafbar ist. Einzige Ausnahme ist Schweden, wo Halbgeschwister nach genetischer Beratung heiraten dürfen; der Inzest zwischen Vollgeschwistern ist dort strafbar. Sexueller Kontakt eines Bruders mit seiner leiblichen Schwester unterliegt bei den weitaus meisten Völkern seit Beginn der einschlägigen historischen Aufzeichnungen einem Tabu und wird gewöhnlich als widernatürlich betrachtet. Allerdings gibt es eine Reihe von Ausnahmen. Sie stehen der in anthropologischer, soziologischer und ethnologischer Fachliteratur verbreiteten Annahme einer universellen Geltung des Inzestverbots in allen Gesellschaften entgegen.
In manchen historischen Kulturen wurde die Geschwisterehe innerhalb der Herrscherfamilie als legitim betrachtet oder sogar als geheiligte Sitte praktiziert und in die religiöse Sphäre erhoben. In Ägypten war sie im Altertum zeitweilig auch in der Bevölkerung verbreitet. Im antiken Athen durften Halbgeschwister heiraten, wenn sie verschiedene Mütter hatten. Strenge Verbote bestanden hingegen im Mittelalter und in der Frühen Neuzeit aufgrund kirchlicher Vorschriften über Blutsverwandtschaft als Ehehindernis.
Einige Mythen polytheistischer Religionen bieten Erzählungen über Geschwisterehen von Gottheiten; die bekanntesten Beispiele sind Zeus (Jupiter) und Hera (Juno) sowie Osiris und Isis.

## Altorientalische Kulturen

### Hethiter
Bei den Hethitern war die Geschwisterehe im 14. Jahrhundert v. Chr. streng verboten, auf Zuwiderhandlung stand die Todesstrafe. Dies geht aus dem Vertrag hervor, den der Großkönig Šuppiluliuma I. mit seinem Schwager Ḫukkana, dem Machthaber in Ḫajaša, schloss. In der älteren Forschung glaubte man dem Vertragstext entnehmen zu können, dass in Ḫajaša, einer Gegend im Nordosten Anatoliens, die Schwester als mögliche Geschlechtspartnerin und auch als Ehefrau in Betracht gekommen sei; die Hethiter hätten davon Kenntnis gehabt und diese Sitte als barbarisch abgelehnt. Nach heutigem Forschungsstand ist diese Annahme jedoch auf eine falsche Interpretation des Textes zurückzuführen; in Wirklichkeit ist dort von gesellschaftlich akzeptierten sexuellen Beziehungen unter Geschwistern in Ḫajaša nicht die Rede.
Auch ein mutmaßlicher Beleg für Geschwisterehe bei den Hethitern hat sich als nicht beweiskräftig erwiesen. In der älteren Forschung glaubte man aufgrund von genealogischen Angaben der Siegellegende einer Landschenkungsurkunde, das hethitische Inzestverbot sei zeitweilig im Herrscherhaus nicht beachtet worden. Auf dem Siegel bezeichnet sich der Großkönig Arnuwanda I. als „Sohn“ seines Vorgängers Tutḫalija, während seine Ehefrau Ašmunikkal als Tochter Tutḫalijas erscheint. Eine Reihe von Forschern interpretierte dies als Beispiel für Geschwisterehe in der Frühgeschichte Anatoliens. In der neueren Fachliteratur sieht man aber in Arnuwanda nur den Schwiegersohn seines Vorgängers; vermutlich wurde er von ihm adoptiert und konnte sich daher als sein Sohn bezeichnen.

### Elam
Im Reich Elam wurde nach einer älteren Forschungsmeinung im Herrscherhaus die Geschwisterehe praktiziert. Sie ist aber in den Quellen nirgends direkt bezeugt, sondern wird nur aus dem Umstand erschlossen, dass sich manchmal der Nachfolger eines Königs als „Sohn der Schwester“ (elamisch ruhušak) seines Vorgängers bezeichnete und auch die Bezeichnung „Gattin-Schwester“ für eine Königin inschriftlich vorkommt. Diese Ausdrücke sind allerdings kein zwingender Beweis für die Ehe mit einer leiblichen Schwester, denn es kann auch sein, dass eine familienfremde Königin nach ihrer Heirat mit dem Herrscher als dessen „Schwester“ in die Familie aufgenommen und auch rechtlich zur Schwester „ernannt“ wurde.

### Altes Ägypten
Nach dem Osirismythos, einem der wichtigsten Mythen der altägyptischen Religion, ist der wohlwollende Gott Osiris mit seiner Schwester Isis verheiratet. Der bösartige Bruder des Osiris, Seth, lebt ebenfalls in einer Geschwisterehe; seine Gattin ist Nephthys, die Schwester der Isis.
Nach dem Vorbild von Osiris wählten manche Pharaonen Schwestern als Hauptfrauen. Im Volk hingegen scheint die Geschwisterehe selten gewesen zu sein. Ein eindeutiger Beleg für eine Ehe unter Vollgeschwistern fehlt. Bei Liebespaaren und Eheleuten war die Anrede „mein Bruder“ bzw. „meine Schwester“ geläufig; sie sollte das familiäre Verhältnis ausdrücken und bezog sich in der Regel nicht auf wirkliche Blutsverwandtschaft. Einwandfrei belegt ist eine Geschwisterehe in der Familie eines Kommandeurs libyscher Söldner aus der Zeit der 22. Dynastie. Somit kam diese Praxis auch bei Ausländern vor.

### Judentum
Im frühen Judentum unterlag die Beurteilung der Geschwisterehe einem fundamentalen Wandel. Diese Entwicklung spiegelt sich in gegensätzlichen Bewertungen in verschiedenen Büchern des Tanach. Eine ältere Tradition beschreibt billigend die familien- und sippenzentrierten Verhältnisse einer vorstaatlichen Frühzeit, in der manche später verbotenen Verwandtenheiraten nicht beanstandet wurden. So geht aus dem Buch Genesis hervor, dass es eine alte Tradition legitimer Eheschließung von Halbgeschwistern gab, die vom selben Vater stammten. Im 20. Kapitel des Genesisbuchs wird erzählt, dass der Erzvater Abraham seine Frau Sarah als seine Schwester ausgab und später zur Erklärung sagte: „Übrigens ist sie wirklich meine Schwester, eine Tochter meines Vaters, nur nicht eine Tochter meiner Mutter. So konnte sie meine Frau werden“ (Gen 20,12 ). Einen Beleg für die frühe Königszeit liefert die Geschichte von der Vergewaltigung der Königstochter Tamar durch ihren Halbbruder Amnon (2 Samuel 13,1–22). Diese Tat erzürnte zwar König David, den Vater der Geschwister, wurde aber von ihm nicht geahndet. Sie konnte also straflos bleiben, weil das Familienoberhaupt es so wollte. Nur weil die Vergewaltigung als solche entehrte, nicht wegen der nahen Verwandtschaft galt Amnons Frevel als schändlich. Vor der Tat versuchte Tamar ihren Halbbruder von seinem Vorhaben abzubringen, indem sie ihm vorschlug, mit dem König zu reden, dann werde dieser sie ihm „nicht verweigern“, also einer Ehe zustimmen. Offenbar war zur Entstehungszeit dieser Erzählung eine Heirat von Halbgeschwistern noch legal, wenn sie verschiedene Mütter hatten.
Später änderte sich die Bewertung durch maßgebliche Kreise völlig, die herkömmliche Tolerierung wurde ins Gegenteil verkehrt. Im Buch Deuteronomium wird feierlich verkündet: „Verflucht, wer sich mit seiner Schwester hinlegt, mit der Tochter seines Vaters oder mit der Tochter seiner Mutter“ (Dtn 27,22 ). Auch im Rahmen der Inzestverbote des nachexilischen „Heiligkeitsgesetzes“, die auch für nichtjüdische Mitbürger galten, wurde der Geschlechtsverkehr zwischen Geschwistern prinzipiell untersagt. Halbgeschwister wurden ausdrücklich in das Verbot einbezogen (Lev 18,9  und 18,11). Auf Zuwiderhandlung stand die Todesstrafe; die Schuldigen sollten „vor den Augen der Söhne ihres Volkes ausgetilgt“ werden. Wer „die Scham seiner Schwester entblößt“ – das heißt ihre „Nacktheit aufgedeckt“ – habe, müsse die Folgen seiner Schuld tragen (Lev 20,17 ).
In der frühen römischen Kaiserzeit kommentierte und verteidigte der jüdische Philosoph Philon von Alexandria die Inzestverbote des Heiligkeitsgesetzes. Er meinte, diese Vorschriften seien nicht als bloße Besonderheit des Judentums zu betrachten, sondern könnten universale Geltung beanspruchen, denn ihre Missachtung habe üble Folgen. Das Verbot der Geschwisterehe erziehe zu Selbstbeherrschung und guter Sitte. Philon verband seine grundsätzliche Befürwortung der Exogamie, der Wahl von familienfremden Ehepartnern, mit Kritik an der griechischen und ägyptischen Neigung zu Heiraten mit nahen Verwandten.

### Lydien
In der lydischen Dynastie der Mermnaden ist die Geschwisterehe im 7. Jahrhundert v. Chr. wiederholt bezeugt: König Sadyattes II. heiratete seine Schwester. Nur der Sohn aus dieser Ehe, Alyattes II., war zur Nachfolge berechtigt, denn die Kinder des Sadyattes von anderen Frauen galten als Bastarde. Alyattes heiratete ebenfalls seine Schwester.

### Perserreich
In der Dynastie der persischen Großkönige, der Achämeniden, wurden mehrere Ehen zwischen Halbgeschwistern geschlossen. Der Großkönig Kambyses II. († 522 v. Chr.) führte diesen Brauch ein. Nach der Darstellung des Geschichtsschreibers Herodot ließ Kambyses zunächst klären, ob seinem Vorhaben ein rechtliches Hindernis entgegenstehe. Als seine Juristen ihm in einem Gutachten bescheinigten, dass er tun dürfe, was er wolle, heiratete er seine Halbschwestern Atossa und Roxane. Beide waren Töchter seines Vaters Kyros II. Der Großkönig Dareios II. (423–404 v. Chr.) heiratete seine Halbschwester Parysatis, die Tochter seines Vaters Artaxerxes I. Ein weiterer bekannter Fall ist die Ehe des Arsames, eines Angehörigen des Achämenidengeschlechts im 4. Jahrhundert v. Chr., mit seiner Schwester Sisygambis, aus der Dareios III., der letzte achämenidische Herrscher, hervorging. Dieser schloss ebenfalls eine Geschwisterehe. Ob seine Gattin Stateira eine Voll- oder Halbschwester war, ist unklar.
Bei den Hekatomniden, der relativ eigenständigen Dynastie der persischen Satrapen von Karien, wurde im 4. Jahrhundert v. Chr. die Geschwisterehe praktiziert. Der Satrap Maussolos II. (377–353 v. Chr.) heiratete seine Schwester Artemisia II., die nach seinem Tod die Herrschaft übernahm und zwei Jahre lang allein regierte (353–351 v. Chr.). Danach übernahm Maussolos’ Bruder Idrieus (351–344 v. Chr.) die Herrschaft. Er war mit seiner Schwester Ada verheiratet, die später seine Nachfolgerin wurde.

## Griechischer Kulturraum

### Archaische und klassische Zeit
Bei den Griechen der archaischen und der klassischen Zeit war die Ehe zwischen Vollgeschwistern verpönt, sie galt als „barbarisch“. Es gab aber im Adel eine allgemeine Neigung zur Verwandtenheirat, die gegenüber der Verbindung mit Familienfremden tendenziell bevorzugt wurde. In Athen war einer Überlieferung zufolge die Eheschließung von Halbgeschwistern verboten, wenn sie Kinder derselben Mutter waren (homomḗtrioi); wenn sie jedoch von demselben Vater stammten (homopátrioi), durften sie heiraten. Angeblich beruhte diese Bestimmung auf einem von Solon eingeführten Gesetz. In der Forschung wird jedoch die Existenz einer solchen gesetzlichen Regelung teils bestritten und die entsprechende Praxis der Athener auf eine bloße soziale Norm ohne rechtliche Verbindlichkeit zurückgeführt. Ehen von Kindern desselben Vaters sind in Athen mehrfach bezeugt. Auf Sizilien vermählte der Tyrann Dionysios I. von Syrakus seinen Sohn Dionysios II. († nach 337 v. Chr.) mit dessen Halbschwester Sophrosyne.

### Hellenismus
In der hellenistischen Staatenwelt war bei der Gattinnenwahl der Herrscher die Verbindung mit nahen Verwandten wie Nichten oder Cousinen häufig. In einigen Reichen kam es vor, dass König und Königin zugleich Ehe- und Geschwisterpaar waren. Besonders ausgeprägt war die Tendenz zu solchen Heiraten in Ägypten. Über die Gründe, die zur Geschwisterehe in hellenistischen Dynastien geführt haben, sind den Quellen kaum zuverlässige Angaben zu entnehmen. Als mögliches Motiv gilt in der Forschung das Bestreben, fremden Einflüssen und Erbansprüchen vorzubeugen. In Ägypten konnte die alte pharaonische Tradition Anknüpfungspunkte bieten, in Asien die persische familiäre Endogamie. Das Ausmaß der Nachahmung solcher Vorbilder ist unklar. Ein wesentlicher Faktor war die sakrale Überhöhung des Herrschers schon zu seinen Lebzeiten. Sie konnte an vorhellenistische Vorstellungen anknüpfen und wurde auf die Mitglieder der Königsfamilie ausgedehnt. Der Herrscherkult betonte den Abstand zwischen der vergöttlichten Herrscherfamilie und den Untertanen. Die dadurch gesteigerte Exklusivität des Königsgeschlechts konnte den Gedanken nahelegen, die Abstammungslinie durch eindeutig ebenbürtige Eheverbindungen reinzuhalten.

#### Frühe Ptolemäer

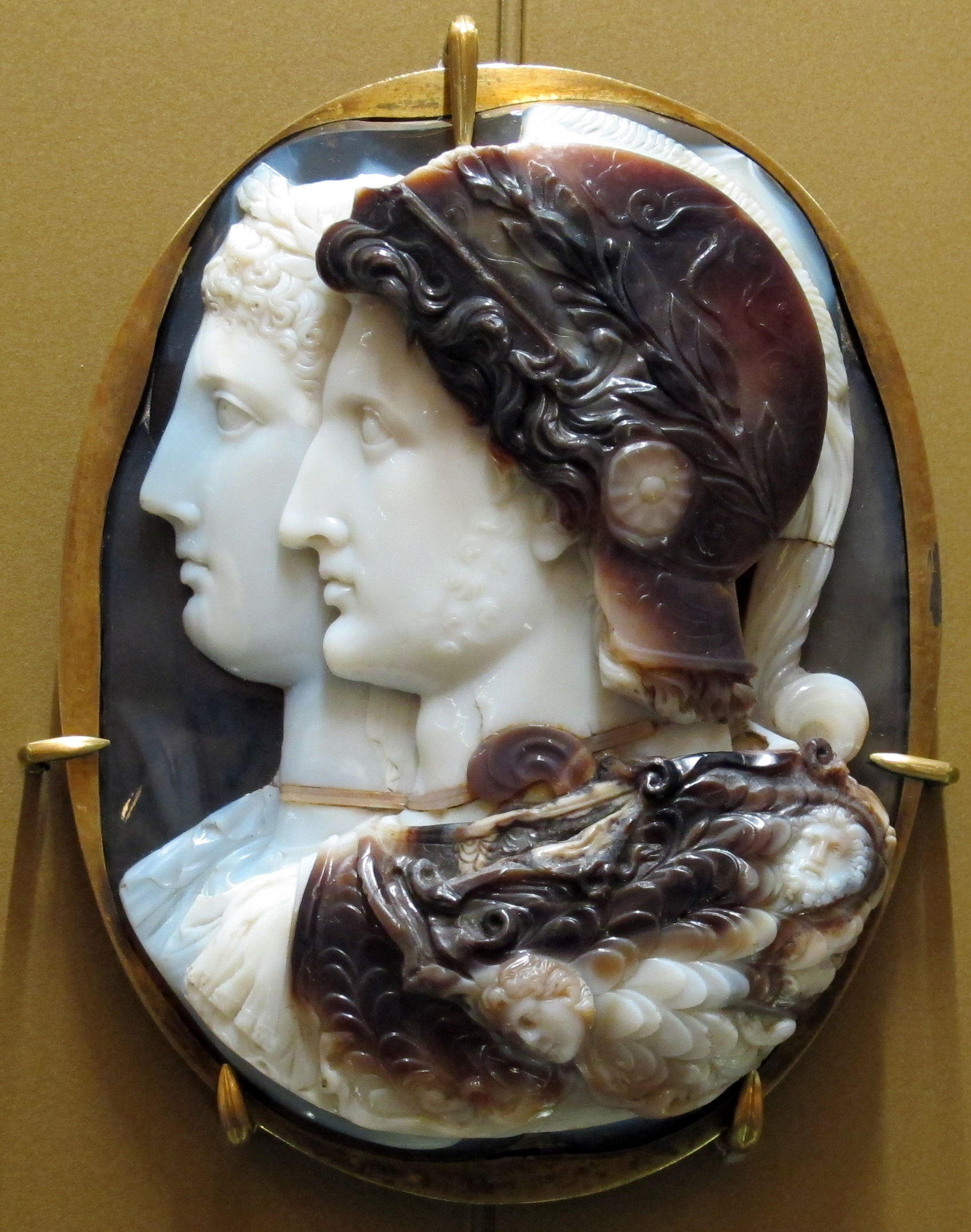
Kameo mit Bildnis des Geschwister- und Ehepaares Ptolemaios II. und Arsinoë II.

Unter Griechen wurde die Heirat von Vollgeschwistern – soweit bekannt – erstmals in der Dynastie der Ptolemäer, der Diadochenkönige von Ägypten, praktiziert. Der Sohn und Nachfolger des Dynastiegründers Ptolemaios I. und der Königin Berenike I., Ptolemaios II., heiratete 278 v. Chr. seine acht Jahre ältere Vollschwester Arsinoë II. Diese war zuvor mit ihrem Halbbruder, dem Makedonenkönig Ptolemaios Keraunos, einem Sohn Ptolemaios’ I. von einer anderen Frau, vermählt gewesen. Da die Ägypter Ptolemaios II. als Pharao betrachteten, konnte seine Verbindung mit der Schwester bei der einheimischen Bevölkerung gemäß der Tradition pharaonischer Endogamie als legitim gelten. Sie widersprach jedoch dem herkömmlichen Schicklichkeitsempfinden der Griechen. Daher nahm der zeitgenössische Dichter Sotades von Maroneia den königlichen Inzest in Spottversen aufs Korn. Für diese Verwegenheit wurde Sotades schwer bestraft; nach einer Überlieferung wurde er eingekerkert, nach einer anderen sogar ertränkt. Später drückte der Geschichtsschreiber Memnon von Herakleia seine Missbilligung aus, und der Geograph Pausanias konstatierte, der König habe die makedonische Sitte verletzt, indem er einem altägyptischen Brauch gefolgt sei. Diese Quellen spiegeln die Sichtweise einer ptolemäerfeindlichen Überlieferung, die nicht nur den Inzest verdammte, sondern die Dynastie generell als pervers darstellte.
Für den ägyptischen Königshof hingegen wurde die Geschwisterehe zu einem wichtigen Element der Selbstdarstellung der Dynastie. Ptolemaios II. schuf zielbewusst einen Herrscherkult: Er ließ seine verstorbenen Eltern als „rettende Götter“ verehren und nahm auch für sich selbst und seine Gattin einen göttlichen Status in Anspruch. Das Herrscherpaar wurde als „Geschwistergötter“ (theoí adelphoí) verehrt. So erhielt die Verbindung der königlichen Geschwister eine religiöse Weihe. Arsinoë wurde mit dem ehrenden Beinamen Philádelphos („die den Bruder Liebende“) ausgezeichnet. Damit sollte den Untertanen der hohe moralische Wert der geschwisterlichen Zuneigung und Eintracht im Herrscherhaus vermittelt werden. Der bereits von Ptolemaios I. eingerichtete Reichskult für den vergöttlichten Alexander den Großen wurde nun auf das regierende Paar ausgeweitet, der Alexanderpriester hieß fortan „Priester Alexanders und der Geschwistergötter“. Am Hof scheute man sich nicht, einen Bezug zu höchsten Gottheiten herzustellen. Der Hofdichter Theokrit verglich die Heirat Ptolemaios’ II. mit der Hierogamie, der „heiligen Hochzeit“ des griechischen Göttervaters Zeus mit dessen Schwester Hera. Für die einheimische Bevölkerung Ägyptens lag der Vergleich mit dem göttlichen Geschwister- und Ehepaar Osiris und Isis nahe, dessen legendäre gegenseitige Liebe das klassische Vorbild für eheliche Liebe darstellte. Arsinoë II. wurde oft mit Isis identifiziert. Nach ihrem Tod intensivierte Ptolemaios II. ihren Kult. Ihre postume Verehrung als Göttin spiegelte ihr reales politisches Gewicht zu ihren Lebzeiten, denn sie hatte sich nicht mit einer repräsentativen Rolle begnügt, sondern war politisch sehr einflussreich gewesen und hatte sich auch aktiv an der Landesverteidigung beteiligt. Viele Ortschaften wurden nach ihr benannt, zahlreiche Statuen, Reliefs und Inschriften lassen ihre große Bedeutung erkennen.
Nach dem Tod Ptolemaios’ II. übernahm sein Sohn Ptolemaios III. das Königsamt. Er war zwar kein Sohn Arsinoës II., sondern entstammte einer früheren Ehe seines Vaters, doch war der Kult der „Geschwistergötter“ schon so etabliert, dass sich Ptolemaios III. in seiner Titulatur als deren Sohn bezeichnete und damit seine leibliche Mutter verleugnete.
In der Folgezeit waren fast alle Königinnen der Ptolemäerdynastie entweder Schwestern, Cousinen oder Nichten ihrer Ehemänner. König Ptolemaios IV., ein Enkel Ptolemaios’ II., folgte dem Vorbild seines Großvaters: Er heiratete 221/220 v. Chr. seine Vollschwester Arsinoë III. Dieses Paar wurde als „Vaterliebende Götter“ bereits zu Lebzeiten vergöttlicht und kultisch verehrt. Sein Kult wurde an den Alexanders des Großen angeschlossen. Arsinoë III. erschien in Opferszenen gleichrangig neben ihrem Gatten.

#### Dynastische Verwicklungen im Ptolemäerreich
Zur nächsten Geschwisterehe kam es wiederum in der übernächsten Generation: Ptolemaios VI., ein Enkel Ptolemaios’ IV., wurde schon als Kind 176/175 v. Chr. mit seiner jüngeren Vollschwester Kleopatra II. vermählt, die später als Mitregentin fungierte. Für den Zeitraum von 163 bis 145 v. Chr. ist eine offizielle Gemeinschaftsregierung des Königspaars dokumentiert; in den Einleitungsformeln der Urkunden wurden die beiden regelmäßig nebeneinander genannt. Im Herrscherkult wurden sie als „Mutterliebende Götter“ verehrt.
Nach dem Tod Ptolemaios’ VI. kam 145 v. Chr. sein jüngerer Bruder Ptolemaios VIII. an die Macht. Der neue Herrscher übernahm die Witwe seines Vorgängers als seine Schwester-Gattin. Dies war die vierte Geschwisterehe in der Ptolemäerdynastie. Den noch sehr jungen Sohn, den Kleopatra II. aus ihrer ersten Ehe hatte, ließ Ptolemaios VIII. ermorden; angeblich wurde der Prinz mitten in den Hochzeitsfeierlichkeiten des neuen Herrscherpaares in den Armen seiner Mutter getötet. Es gelang Kleopatra II. jedoch, ihre Stellung als offizielle Mitherrscherin auch in ihrer neuen Ehe zu wahren. Die Gleichrangigkeit von König und Königin ist inschriftlich bezeugt, sie erscheinen als „die beiden Herrscher von Ägypten“. Das Königspaar erhielt den Kulttitel „Wohltätige Götter“.
Die religiös untermauerte Selbstdarstellung des Königshauses blieb in dieser Zeit jedoch in weiten Kreisen wirkungslos, denn der schroffe Gegensatz zwischen der propagandistischen Überhöhung im Herrscherkult und der familiären und politischen Wirklichkeit ließ sich kaum verbergen. Ptolemaios VIII. machte sich durch harte Repression verhasst und wurde durch sein unköniglich wirkendes Auftreten und Verhalten diskreditiert. In der griechischen Bevölkerung der Hauptstadt Alexandria wurde sein Titel Euergetes („Wohltäter“) ins Gegenteil verkehrt, man nannte ihn „Übeltäter“ und verspottete ihn als „Fettwanst“. Verheerend wirkte sich vor allem ein schwerer Konflikt in der Königsfamilie aus. Kleopatra II. hatte aus ihrer Ehe mit ihrem verstorbenen Bruder Ptolemaios VI. eine gleichnamige Tochter, Kleopatra III. Diese gefiel dem neuen Herrscher, der ihr Onkel und Stiefvater war. Ptolemaios VIII. machte die Tochter seines Bruders und seiner Gattin zunächst zu seiner Mätresse, dann heiratete er sie 141/140 v. Chr. als Zweitfrau und erhob sie zur ebenbürtigen Königin neben ihrer Mutter. Diese Doppelehe mit der eigenen Vollschwester und deren Tochter war in der hellenistischen Welt einzigartig. Staatsrechtlich wurden die beiden Frauen auf dieselbe Stufe gestellt; in den offiziellen Dokumenten wurden sie neben ihrem Mann als Königinnen angeführt, wobei Kleopatra II. als „die Schwester“ und Kleopatra III. als „die Frau“ bezeichnet wurde. Alle drei wurden nun in den Begriff „Wohltätige Götter“ eingeschlossen. Nach außen traten sie vereint auf, doch gelang es auf die Dauer nicht, Eintracht vorzutäuschen. Die Konstellation führte zu einer erbitterten Rivalität zwischen Mutter und Tochter und in der Folge zum Bürgerkrieg.
Der Bürgerkrieg zwischen den Anhängern des Königs und den Parteigängern Kleopatras II. brach im Jahr 132 v. Chr. aus. Etwa ein Jahr lang behielt Ptolemaios VIII. in Alexandria die Oberhand, dann wurde sein Palast in Brand gesteckt und er musste mit Kleopatra III. nach Zypern fliehen, das zu seinem Reich gehörte. Dort bereitete er die Rückeroberung vor. Inzwischen ließ sich Kleopatra II. in Alexandria zur alleinigen Königin ausrufen. Ihr Bruder und Gatte wurde abgesetzt, seine Statuen wurden beseitigt. Erstmals in der Ptolemäerzeit herrschte nun eine Frau allein. Das Jahr 132/131 v. Chr. ließ sie als ihr erstes Regierungsjahr zählen, um den Bruch mit der Vergangenheit zu verdeutlichen. Außerdem nahm sie einen neuen Kultnamen an; sie nannte sich „mutterliebende rettende Göttin“. Allerdings konnte sie sich nicht in ganz Ägypten durchsetzen. Zwar genoss sie die Unterstützung der vor allem in der Hauptstadt zahlreichen griechischen und jüdischen Bevölkerung, doch bei den einheimischen Ägyptern hatte ihr Gatte beträchtlichen Rückhalt und die Truppen im Süden blieben auf seiner Seite. Überdies verlor sie ihren ältesten Sohn aus der Ehe mit Ptolemaios VIII., den Kronprinzen Ptolemaios Memphites, denn es gelang ihrem Mann, den etwa vierzehnjährigen Knaben nach Zypern bringen zu lassen. Dort ließ der geflohene König seinen Sohn, in dem er einen potenziellen Rivalen sah, vor seinen Augen ermorden und ihm Kopf, Beine und Hände abhauen. Den zerstückelten Leichnam schickte er nach Alexandria, wo ihn die Mutter in der Nacht vor der Feier ihres Geburtstags erhielt. Darauf stellte Kleopatra II. die Körperteile ihres Sohnes öffentlich aus, um die Wut der Massen zu steigern.
Schon 131/130 v. Chr. begann von Zypern aus der Angriff der Invasionstruppen des gestürzten Königs. Seine Streitmacht machte rasche Fortschritte, doch die Eroberung der stark befestigten Hauptstadt Alexandria erwies sich als sehr schwierig. Schließlich geriet jedoch Kleopatra II. in eine aussichtslose Lage und flüchtete mit dem Staatsschatz nach Syrien. Spätestens 126 v. Chr. war Alexandria wieder in der Hand Ptolemaios’ VIII., der dort Racheaktionen vornahm und ein Gemetzel anordnete. Von seinem Sieg profitierte auch Kleopatra III. Sie wurde nun in der religiösen Propaganda mit der „großen Göttermutter Isis“ gleichgesetzt, womit sie den Kultnamen ihrer Mutter übertrumpfte.
Trotz der Heftigkeit und Brutalität des Konflikts kam es im Jahr 124 v. Chr. zu einer zumindest äußerlichen Versöhnung zwischen Ptolemaios VIII. und Kleopatra II. Die besiegte Herrscherin kehrte nach Ägypten zurück. Sie fungierte nun wieder neben Kleopatra III. als Königin, setzte zumindest offiziell ihre Ehe mit ihrem regierenden Bruder fort und wurde wieder in die Dreiergruppe der „Wohltätigen Götter“ aufgenommen. Allerdings war sie nun nicht mehr die Mutter des Thronfolgers; nach der Ermordung ihres Sohnes war ein Sohn ihrer Tochter und Rivalin zum Kronprinzen aufgerückt.

#### Späte Ptolemäer
Die Nachfolge Ptolemaios’ VIII. trat 116 v. Chr. sein Sohn Ptolemaios IX. an. Er war zunächst mit seiner Schwester Kleopatra IV. vermählt worden, doch wurde diese Ehe 115 v. Chr. auf Anweisung Kleopatras III. aufgelöst, worauf der König seine jüngere Schwester Kleopatra V. Selene zur Frau nahm. Sein Sohn Ptolemaios XII. schloss ebenfalls eine Geschwisterehe; er heiratete 80/79 v. Chr. Kleopatra VI. Tryphaina. Nach dem Tod Ptolemaios’ XII. bestieg sein noch unmündiger Sohn Ptolemaios XIII. den Thron. Dieser Herrscher soll als Kind mit seiner älteren Schwester Kleopatra VII., der späteren Geliebten Caesars, vermählt worden sein. Das wird aber in der neueren Forschung bestritten, ebenso wie die angebliche zweite Heirat Kleopatras VII. mit ihrem anderen Bruder Ptolemaios XIV., dem Nachfolger Ptolemaios’ XIII.

#### Seleukiden
Die in Vorderasien herrschenden Seleukiden zogen manchmal die Heirat mit einer Verwandten der Verschwägerung mit einer fremden Dynastie vor. Damit wollten sie wohl Einmischungsversuchen auswärtiger Herrscher vorbeugen. Eine Geschwisterehe ist aber bei ihnen nur in einem einzigen Fall sicher belegt: König Antiochos III. vermählte 196/195 v. Chr. seinen ältesten Sohn und Mitregenten Antiochos den Jüngeren mit seiner Tochter Laodike. Mit seiner Schwester und seinen anderen Töchtern trieb Antiochos III. eine aktive Heiratspolitik zum Aufbau eines dynastischen Systems; dass er bei seinem Kronprinzen anders verfuhr, ist wohl auf ein generelles Misstrauen gegenüber fremden Dynastien zurückzuführen, die über die künftige Königin Einfluss auf innere Angelegenheiten seines Reichs gewinnen könnten. Antiochos der Jüngere starb 193 v. Chr. Ebenso wie seine Ehefrau hießen auch die Gattinnen seiner beiden jüngeren Brüder, der Könige Seleukos IV. und Antiochos IV., Laodike. Möglicherweise handelt es sich bei allen dreien um ein und dieselbe Frau. Wenn dies der Fall ist, haben die drei Söhne Antiochos’ III. nacheinander ihre Schwester geheiratet.

#### Pontos
Im Königreich Pontos ist die Geschwisterehe des Herrschers in der Dynastie der Mithridatiden bei den Königen Mithridates IV. (160/155–152/151 v. Chr.) und Mithridates VI. (120–63 v. Chr.) bezeugt. Mithridates IV. heiratete seine Schwester Laodike Philadelphos. Mithridates VI. beschuldigte seine Gattin, die ebenfalls Laodike hieß, des Ehebruchs und ließ sie hinrichten.

#### Epirus
In Epirus herrschte die Dynastie der Aiakiden, der Könige der Molosser. Bei ihnen ist nur eine Geschwisterehe bezeugt: König Alexander II. (um 272–242 v. Chr.) heiratete seine Halbschwester Olympias, die Tochter seines Vaters Pyrrhos I.

## Römische Kaiserzeit
Nach römischem Recht war die Geschwisterehe als Inzest verboten, auch bei Halbgeschwistern. Die Römer neigten aber im Allgemeinen zur Rücksichtnahme auf abweichende Sitten der in ihrem Reich lebenden Völker und duldeten deren traditionelle familienrechtliche Verhältnisse. In Ägypten war die Geschwisterehe schon in der hellenistischen Epoche kein Privileg des Herrschergeschlechts gewesen; auch Privatleute hatten sie nach dem Vorbild des Königspaares praktiziert, vor allem in städtischem Milieu. Nach der Eingliederung Ägyptens ins Römische Reich nahm die Beliebtheit dieser Praxis anscheinend noch deutlich zu, auch unter Vollgeschwistern; erst in der römischen Kaiserzeit scheint sie ihre stärkste Verbreitung erreicht zu haben. Auf einem Papyrus aus dem 2. Jahrhundert erscheinen sogar Zwillinge als Ehepaar. Die Auswertung von römischen Steuererklärungen zeigt, dass die Geschwisterehe in Städten weitaus stärker verbreitet war als auf dem Land. Anscheinend hatte sie sich von Norden nach Süden und von den Städten aufs Land verbreitet. Bei jungen Männern war sie häufiger als bei älteren.
Als jedoch im Jahr 212 mit der Constitutio Antoniniana fast allen freien Reichsbewohnern das römische Bürgerrecht verliehen wurde, trat für die Ägypter zumindest theoretisch das inzestfeindliche römische Eherecht in Kraft. Allerdings war eine milde strafrechtliche Behandlung vorgesehen; bei Unkenntnis des juristischen Ehehindernisses sollte der Mann mit einer geringfügigen Strafe davonkommen, und die Frau, der man generell Rechtsunkenntnis unterstellte, sollte frei ausgehen. Eine konsequente Durchsetzung gelang nicht; in der Folgezeit nahm die Anzahl der Geschwisterehen zwar ab, doch konnte sich der Brauch weiterhin behaupten. Noch im späten 3. Jahrhundert hielt Kaiser Diokletian es für nötig, energisch gegen unzulässige Verbindungen zwischen Verwandten nach „barbarischer“ Sitte einzuschreiten. Mit einer Verordnung schärfte Diokletian im Jahr 295 die von der römischen Familienmoral geforderten Ehehindernisse ein. Bei Zuwiderhandlung wurde Strafverfolgung angedroht. Theoretisch kam sogar die Todesstrafe in Betracht, doch wurde diese bei solchen Inzestvergehen wohl kaum vollzogen. Die Strafandrohung galt nicht rückwirkend, sondern nur für neue Ehen.
Bei den Kirchenvätern erregte die angebliche Billigung inzestuöser Sitten durch „heidnische“ Philosophen starken Anstoß. Sie wurde in polemischen Schriften der christlichen Apologeten moralisch verdammt. Dabei kam es zu beträchtlichen Übertreibungen und Verzerrungen. Anlass zu Empörung bot insbesondere die Ansicht stoischer Philosophen, Inzestverbote seien Konventionen, die sich nicht aus der Natur ableiten ließen. In der apologetischen Literatur der Christen wurde den Stoikern unterstellt, sie hätten die Zügellosigkeit des Tierlebens zur Nachahmung empfohlen. Es wurde sogar behauptet, der berühmte Stoiker Chrysipp habe den Inzest vorgeschrieben und die Bibliotheken der Epikureer und Stoiker seien voll von Texten, die unter anderem für Geschlechtsverkehr zwischen Geschwistern plädierten. In diesem Zusammenhang nahm man auch die Ehe des Göttervaters Iuppiter (Zeus) mit seiner Schwester Iuno (Hera) aufs Korn, die den Menschen ein schlimmes Vorbild geboten habe.
Ausführlich setzte sich der spätantike Kirchenvater Augustinus mit dem Gegensatz zwischen Endogamie und Exogamie auseinander. Dabei befasste er sich in seinem Werk De civitate dei speziell mit dem Problem der Geschwisterehe. Den Ausgangspunkt bildete die biblische Aussage, dass die gesamte Menschheit von dem Elternpaar Adam und Eva abstamme. Nach diesem Geschichtsbild müssen zumindest in der zweiten Generation Brüder ihre Schwestern geheiratet haben. Demnach muss eine Entwicklung von einer anfänglich zwangsläufigen familiären Endogamie („Not-Inzest“) zur Exogamie stattgefunden haben. Augustinus meinte, die Geschwisterheirat sei von der Religion verboten worden, als der ursprüngliche Sachzwang, der sie zunächst erfordert habe, weggefallen sei. Der Zwang zur Exogamie habe eine sinnvolle Entwicklung herbeigeführt, denn der Übergang zur Partnerwahl außerhalb der eigenen Kernfamilie habe eine wünschenswerte Horizonterweiterung bewirkt. Von da an seien familiäre Verknüpfungen mit Fremden auf der Basis nützlicher und edler Eintracht zustande gekommen. Die so entstandenen Bindungen hätten die Ausweitung der Liebe (caritas) unter den Menschen gefördert. Daher sei die Exogamie gut und naturgemäß. Das erkenne man daran, dass sogar unter den „gottlosen Heiden“ eine natürliche Inzestscheu zu beobachten sei. Sogar die Heirat zwischen Cousin und Cousine gelte seit jeher als unerwünscht und sei selten vorgekommen, da Geschwisterkinder zu eng miteinander verwandt seien.

## Moderne Forschung
In der Moderne hat die Geschwisterehe sowohl in der Altertumswissenschaft als auch in der Ethnosoziologie viel Beachtung gefunden. Ihr Vorkommen in einer Reihe von Kulturen – gewöhnlich nur in Herrscherfamilien, im antiken Ägypten und im Perserreich aber auch in der Bevölkerung – widerspricht der seit langem verbreiteten Annahme, der Inzest sei weltweit seit jeher in allen Kulturen geächtet und die familiäre Exogamie sei ein Grundprinzip aller menschlichen Gesellschaften.
In der modernen Altertumswissenschaft sind die hellenistischen und kaiserzeitlichen Heiraten von Vollgeschwistern intensiv erforscht worden. Dabei geht es vor allem darum, den für den antiken griechisch-römischen Kulturkreis ungewöhnlichen Brauch im ptolemäischen Königshaus zu erklären. In zahlreichen Untersuchungen sind unterschiedliche Deutungen vorgetragen und erörtert worden. Erwogen werden in erster Linie drei Faktoren: Beeinflussung durch eine altägyptische Tradition, die durch das Gottkönigtum bedingte Abkapselung des Königshauses und die relativ endogamiefreundliche Tradition der nach Ägypten eingewanderten Griechen.
Der Ursprung der ptolemäischen Geschwisterehe ist seit langem umstritten. Die Hypothese von Ernst Kornemann, der persische Herkunft vermutete, hat sich nicht durchgesetzt. Die in der älteren Forschung dominierende Annahme, dass das Vorbild früherer Pharaonendynastien maßgeblich gewesen sei, wird von manchen Gelehrten bezweifelt. Joseph Modrzejewski befand 1964, die hellenistische Geschwisterehe sei nicht als Fortsetzung einer einheimischen Tradition zu betrachten. Vielmehr sei sie von den eingewanderten Griechen eingeführt worden. Ihre Wurzel sei die generelle griechische Neigung zur Endogamie, insbesondere die herkömmliche relativ tolerante Haltung gegenüber Ehen unter Seitenverwandten. Ein neuerer Befürworter der Hypothese eines altägyptischen Einflusses auf die ptolemäische Praxis ist Keith Hopkins (1980). Zu den Skeptikern zählen Lucia Criscuolo (1990) sowie Roger S. Bagnall und Bruce W. Frier (1994).
Jakob Seibert nahm 1967 zur Frage nach den Motiven für die Einführung und Fortdauer der Geschwisterheirat in Ägypten Stellung. Er wies darauf hin, dass bei der Einführung dieser Praxis durch Ptolemaios II. wohl Arsinoë II. die treibende Kraft war. Für den König war es die zweite Ehe, für seine Schwester die dritte. Der Wunsch nach Nachkommen zur Sicherung der Thronfolge kann kaum eine Rolle gespielt haben, denn Ptolemaios hatte bereits einen Kronprinzen aus seiner ersten Ehe und seine Verbindung mit der bereits gealterten Arsinoë blieb kinderlos. Daher kommt – so Seibert – neben Arsinoës Herrschsucht vor allem die Exklusivität des Gottkönigtums, die gewollte Analogie zum Geschwister-Ehepaar Zeus und Hera als Erklärung in Betracht. Gegen ein solches prinzipielles Motiv spricht allerdings der Umstand, dass Ptolemaios II. seinen gleichnamigen Sohn und Thronfolger mit der Erbtochter des Königs von Kyrene verheiratete, also am Prinzip der familiären Endogamie nicht konsequent festhielt. Auch später lehnten die ptolemäischen Könige exogame Heiraten nicht grundsätzlich ab; daher scheidet Standesbewusstsein als Motiv aus.
Wolfgang Speyer betonte 2001 den magisch-religiösen Charakter des dynastischen Inzests und die Vorbildfunktion des göttlichen Geschwisterpaars, das eine heilige Hochzeit feierte. Die Grundlage sah er in einem Weltbild, nach dem die geschlechtliche Verbindung der göttlichen Geschwister zu den Bedingungen gehörte, welche die gegenwärtige Weltwirklichkeit in ihrer Ordnung und in ihrem Bestand garantierten. Für die Repräsentanten und Stellvertreter der Götter auf Erden, die Könige und ihre Frauen, sei das Verhalten der göttlichen „Welteltern“ beispielgebend gewesen. Die königliche Geschwisterehe sei als Ritus zu verstehen, der die heilige Hochzeit der ältesten Götter wiederholt habe; man habe diese eheliche Verbindung als in der kosmischen Ordnung begründet aufgefasst.
Ein weiteres Thema der Forschung ist die Frage nach den Gründen für die Ausbreitung der Geschwisterehe in der ägyptischen Bevölkerung zur Kaiserzeit. Oft wird auf den wirtschaftlichen Nutzen hingewiesen: In Ägypten wurde der Grundbesitz im Erbfall aufgeteilt, wobei auch die weiblichen Nachkommen erbberechtigt waren; somit blieb bei einer Geschwisterehe der Immobilienbesitz der Familie intakt, was in einem Land mit wenig landwirtschaftlich nutzbarer Fläche besonders wichtig war. Außerdem entfiel die Mitgift. Allerdings verzichtete man damit auch auf die Mitgift, die eine familienfremde Braut mitgebracht hätte. Eine wesentliche Rolle spielte wohl das klassische Vorbild von Isis und Osiris.